# Hydriomena josepha
Hydriomena josepha är en fjärilsart som beskrevs av Mcdunnough 1954. Hydriomena josepha ingår i släktet Hydriomena och familjen mätare. Inga underarter finns listade i Catalogue of Life.